# イコール/Traveling
「イコール/Traveling」（イコール/トラベリング）は、日本のロックバンド、sumikaのメジャー3枚目のシングル。2019年6月12日発売。発売元はソニー・ミュージックレコーズ。

## 解説
- 前作から約10か月ぶりの発売となるシングル作品。
- 初回生産限定盤に「ファンファーレ/春夏秋冬Release Tour」の2018年11月22日のZepp Tokyo公演のライブ音源を収録した特典CDが付属した。
- 店舗別CD購入特典はオリジナルステッカーである。
- 「イコール」「Traveling」ともにMVが制作されている。
- 7月1日よりサブスクリプションサービスでの配信を開始している。

## 収録曲
1. イコール
  - 読売テレビ・日本テレビ系TVアニメ『MIX』のオープニングテーマ。
  - 「夢」と「現実」がテーマになっている曲である。
  - MVは6月9日の横浜アリーナ公演のドキュメンタリーとなっている。
2. Traveling
  - MVはボーカルの片岡健太のリップシンクとドラマ仕立ての二つによって構成されている。MVには片岡のほか、堀越ゆりか、大久保裕太、蒼葉えるが出演している。
3. イコール (Instrumental)
4. Traveling (Instrumental)

初回生産限定盤付属特典CD
「ファンファーレ / 春夏秋冬」Release Tour 2018.11.22 at Zepp Tokyo
1. ファンファーレ
2. フィクション
3. 溶けた体温、蕩けた魔法
  - アレンジバージョンとなっており、ボーカルとキーボードのみで構成されている。
4. マイリッチサマーブルース
5. ペルソナ・プロムナード
6. オレンジ